# Henningsomyces
Henningsomyces Kuntze (cylindrowiec) – rodzaj grzybów z rzędu pieczarkowców (Agaricales).

## Charakterystyka
Grzyby cyfelloidalne, saprotrofy rozwijające się na martwym drewnie, zwykle w gęstych skupiskach. Owocniki rurkowate, białawe, prawie gładkie lub owłosione, o długości 1–2 mm, średnicy 0,1–0,2 mm, siedzące lub z krótkim trzonem. Strzępki generatywne ze sprzążkami lub prostymi przegrodami, galaretowate i nieco grubościenne, często zlepione, czasami występują cystydy. Podstawki cylindryczne do maczugowatych lub gruszkowate. Zewnętrzne włoski proste lub rozgałęzione, często zmieszane z nieregularnymi kryształami,. Bazydiospory eliptyczne do półkulistych lub gruszkowatych, gładkie, szkliste, nieamyloidalne.
Henningsomyces od innych rodzajów cyfelloidalnych grzybów z rurkowatymi owocnikami odróżnia się zewnętrznymi rozgałęzionymi włoskami, u Rectipilus np. są one rozgałęzione i grubościenne.

## Systematyka i nazewnictwo
Pozycja w klasyfikacji według Index Fungorum: Incertae sedis, Agaricales, Agaricomycetidae, Agaricomycetes, Agaricomycotina, Basidiomycota, Fungi.
Polską nazwę zaproponował Władysław Wojewoda w 2003 r. Synonim naukowy: Solenia Pers.
Gatunki występujące w Polsce:
- Henningsomyces candidus (Pers.) Kuntze 1898 – cylindrowiec białawy
- Henningsomyces puber (Romell ex W.B. Cooke) D.A. Reid 1964[5].

Nazwy naukowe na podstawie Index Fungorum. Wykaz gatunków i nazwy polskie według Władysława Wojewody i innych.